# ملاهي التشريح
«ملاهي التشريح» (بالإنجليزية: Anatomy Park) هي الحلقة الثالثة من الموسم الأول من مسلسل الخيال العلمي التلفزيوني الأمريكي ريك ومورتي. كتبه إريك أكوستا ووايد راندولف وإخراج جون رايس, تم بث الحلقة في 16 كانون الثاني 2013 وهي محاكاة ساخرة لفيلم رحلة رائعة عام 1966.
تم إصدار الحلقة مع الحلقة العشرة الأخرى في الموسم الأول لريك ومورتي على دي في دي وبلو راي في 7 أكتوبر 2014. يتألق «أناتومي بارك» منشئ المسلسل جستن رويلاند كشخصية فخرية, ريك سانشيز ومورتي سميث. يؤدي كريس بارنيل أصوات جيري سميث وسارة تشالك إلى أصوات بيث سميث وسبنسر جرامر أصوات سمر سميث.

## الحبكة
في عيد الميلاد, يرسل ريك مورتي داخل جسد رجل بلا مأوى لإنقاذ حياته (محاكاة ساخرة لرحلة رائعة). يوجد داخل جسم الرجل حاوية مجهرية تسمى ملاهي التشريح (محاكاة ساخرة لمتنزه الحديقة الجوراسية), والتي تضم العديد من الأمراض المميتة التي تفلت من عبواتها. مورتي وأحد موظفي الحديقة, آني, يهربون من الأمراض المتفشية بينما يقتلون بقية طاقم القاعدة. ينقذهم ريك عن طريق تكبير جسد الرجل الذي لا مأوى له إلى عرض الولايات المتحدة قبل تدميره في انفجار. عند العودة إلى منزل العائلة, يزور والدا جيري, وتحاول الأسرة الارتباط بدون أجهزة إلكترونية. يشعر جيري بالفزع عندما يكتشف أن والديه قررا تجربة تعدد الأزواج. يتصل ريك بآني ورفاقها الجدد الآخرين داخل جسد مريضته الجديدة وهم يتحدثون عن رحلته «قراصنة البنكرياس» (الأمر الذي يكره ريك كثيرًا, لأنه حساس بشأن رحلته لأنها فكرته). يعلق ريك عليهم فقط ليشرع في التشدق والشتائم, ويكشف أيضًا عن صديق سمر إيثان كمضيف جديد في ملاهي التشريح.

## استقبال

### مشاهدة الأرقام
وشاهد الحلقة عند بثها 1.30 مليون مشاهد أمريكي.

### استجابة حرجة
حصل الموسم الأول على نسبة موافقة 96٪ على روتن توميتوز بناءً على 28 مراجعة, بمتوسط تقييم 8.19 من 10. يقرأ إجماع نقاد الموقع, «ريك ومورتي ينطلقان على الشاشات ويتركان انطباعًا فوريًا ببقع الألوان الزاهية, والتمثيل الصوتي الارتجالي, ومغامرات الخيال العلمي المخططة بكثافة - مما يجلب قدرًا مذهلاً من القلب إلى فرضية بلا قلب من الناحية الكونية.»
أشاد إيه. في. كلوب بقصة الحلقة B لوالدي جيري, وقد جاء ليونارد وجويس إلى المدينة وكشفوا عن وجودهما في شجار مع صبي صغير اسمه جاكوب, الأمر الذي أثار استياء جيري, لكن المراجعة انتقدت شخصية آني, قائلة "موجز مورتي" العلاقة مع آني هي جزء غريب ليس مضحكًا بما يكفي لتبرير الوقت الذي يقضيه فيها ؛ إنها بالكاد شخصية حتى النهاية (عندما تصبح مثيرة للاهتمام لفترة كافية لريك لتقليص مكاسبها), وتغييرها من "الازدراء الغامض" إلى "الشوق الجنسي الشديد" هو مجرد نوع من الغرابة".